# Плапутас, Димитрис
Димитрис Плапутас (греч. Δημήτρης Πλαπούτας; 15 мая 1786, Палумба, Аркадия — 1864, Афины) — военачальник Греческой революции, офицер и политик королевства Греции.

## Биография
Плапутас родился в селе Палумба в Аркадии, в епархии Гортинии и был сыном клефта и арматола Николаоса или Колиаса Плапутаса (Νικόλας ή Κόλλιας). По этой причине, Теодорос Колокотронис именовал его просто «Кольопулос» (Κολιόπουλος) — производная фамилия от Колиас. Плапутас был женат на племяннице Колокотрониса Стекуле и в большинстве сражений, в которых он принял участие, он воевал под командованием своего родственника.
В период 1811—1812 годов, гонимый турками, Плапутас нашёл убежище на бывшем под британским контролем острове Закинфе, где служил в звании сотника в греческих военных частях организованных британской армией. Вернулся на Пелопоннес, но в 1819 году был опять гоним османскими властями, за убийство турок в Алонистене в Аркадии. Вновь нашёл убежище на Закинфе, где был посвящён в тайную греческую революционную организацию Филики Этерия Цохандарисом. С началом Греческой революции 1821 года вернулся в восставшую Грецию, где стал видным военачальником и соратником Колокотрониса.

## Греческая революция
27 марта 1821 года, вместе с Теодоросом Колокотронисом и своим братом Георгием, занял мост на реке Алфиосе и успешно отражал атаки вооружённых мусульман, пытавшихся, вместе с семьями, укрыться за стенами Триполицы. Вынужденные перебраться через бурную в это время года реку, мусульмане потеряли около 500 человек, включая женщин и детей.
15 мая 1821 года, вместе с Андреасом Метаксасом Плапутас одержал победу над «самыми мужественными из мусульман Мореи», албанцами из региона Лала. После своего поражения, лалиоты были вынуждены оставить свои сёла и укрыться за стенами города Патры.

## Осада Триполицы
Во время осады Триполицы Плапутас отличился в мае 1821 года в сражении при Валтеци. Перед взятием города-крепости повстанцами, албанцы гарнизона получили «бесу» (клятвенное слово), Колокотрониса, что они смогут свободно покинуть город. Осуществление этой акции Колокотронис поручил Плапутасу, который, согласно источникам, был православным арнаутом и владел албанским языком. Во время взятия города повстанцами и последовавшей резни вооружённых и невооружённых турок, греко-язычных мусульман и евреев, Плапутас вывел 2 тысячи албанцев из города. Пройдя с ними к северному побережью полуострова он переправил албанцев через Коринфский залив, взяв с них слово, что они не вернутся на Пелопоннес.

## Нашествие Драмали-паши
26 февраля 1822 года, вместе с сыном Колокотрониса Геннеосом, Плапутас одержал победу над турками в Халандрице, у города Патры.
В июле 1822 года, во время нашествия войск Драмали-паши в Пелопоннес, Дмитрий Ипсиланти и Константин Мавромихалис обороняли крепость города Аргоса. 23 июля 1822 года Плапутас прорвал кольцо осаждавших турок и доставил продовольствие в крепость. Обеспечив гарнизон продовольствием, вновь прорвал турецкое кольцо и вышел из крепости.
В битве при Дервенакии Плапутас не отличился, прибыв на основной театр военных действий поздно, 28 июля 1822 года. Однако 7 августа 1822 года Плапутас и Геннеос Колокоторонис отбили попытку остатков армии Драмали-паши пройти из Коринфа вдоль побережья Коринфского залива, к городу Патры.

## Междоусобица
В феврале 1823 года Колокотронис доверил ему командованием гарнизоном города Нафплиона. В междоусобице 1824 года Плапутас принял сторону Колокотрониса и 8 мая 1824 года, вместе с Никитарасом и Генеосом Колокотронисом, принял участие в сражении против правительственных войск. Отношения Плапутаса с Колокотронисом на время охладели, когда последний отнял у него командование гарнизоном крепостей Нафплиона и передал командование своему сыну Паносу.

## Египетское нашествие
В начале египетского нашествия на Пелопоннес в мае 1825 года, Плапутас откликнулся на призыв Папафлессаса и выступил с 1500 бойцами к Маньякиону. Но подошёл с опозданием, когда битва при Маньяки уже закончилось. Плапутас попытался 23 июня 1826 года, вместе Т. Колокотронисом, остановить наступавшие войска Ибрагима у монастыря Эпано-Хрепы (Μόνη Επάνω Χρέπας), но без успеха.
Через 2 месяца, 19 августа 1826 года, у села Васараса возле Спарты, вместе с Никитарасом одержал первую победу над войсками Ибрагима.
В июле 1827 года, когда Ибрагим продолжал разорять Пелопоннес, Плапутас остановил выступивших из крепости города Патры турок, под командованием дели-Ахмеда. В сражении при Кавкарьи, длившемся 2 дня и 1 ночь, турки потеряли 400 человек убитыми.

## Греческое королевство
Плапутас вместе с адмиралом Миаулисом и Костасом Боцарисом был отправлен в Мюнхен, чтобы сопроводить будущего короля баварца Оттона в Грецию. Плапутас был включён в почётную «Королевскую фалангу» ветеранов.
Политически принадлежал к так называемой «русской партии». Был гоним баварскими регентами, вместе с Колокотронисом, с обвинением в заговоре против королевской власти. Избежал смерти благодаря принципиальной позиции судей Полизоидиса и Терцетиса, отказавшихся подписать смертный приговор. Был заключён в тюрьму в крепости в Нафплионе, вместе с Колокотронисом.
В 1835 году Оттон достиг совершеннолетия. Одной из первых его акций было освобождение Колокотрониса и Плапутаса, которые находились в заточении в крепости Паламиди с 1833 года.
Впоследствии Плапутас был посвящён в политику. Был избран депутатом на 4-е Национальное собрание в Аргосе и депутатом парламента от Каритены (1844—1847), а также членом конгресса (1847—1862) и почётным адъютантом короля Оттона.
В возрасте 70 лет Плапутас женился на 30-летней женщине, с которой имел дочь, Афанасию.
Умер Димитриос Плапутас в Афинах в 1864 году.